# Leopold Landau
Leopold Landau (Varsóvia, 16 de julho de 1848 — Berlim, 28 de dezembro de 1920) foi um ginecologista alemão.
Pai do matemático Edmund Landau (1877-1938).

## Vida e carreira
Leopold Landau estudou medicina na Universidade de Breslau, na Universidade de Würzburgo e na Universidade de Berlim, obtendo um doutorado nesta última universidade em 1870. Após ser cirurgião assistente durante a guerra franco-prussiana, lecionou ginecologia na Universidade de Breslau, de 1872 a 1876. Retornou então para a Universidade de Berlim, onde lecionou ginecologia, tornando-se Professor em 1893.
Em 1892 abriu com seu irmão Theodor Landau (1861–1932) uma clinica para mulheres (Frauenklinik) em Berlim, que tornou-se muito conhecida na Alemanha. Lá realizou pesquisas médicas, publicando trabalhos notáveis sobre miomas e operações vaginais radicais. Foi coautor com seu irmão de Die Vaginale Radicaloperation: Technik und Geschichte (1896), traduzido depois para a língua inglesa e publicado como "The history and technique of the vaginal radical operation".
Leopold Landau foi ativo no movimento sionista e um dos fundadores da Berlin Akademie für die Wissenschaft des Judentums.

## Publicações selecionadas
- Die Wanderniere der Frauen, 1881.
- Die Wanderleber und der Hängebauch der Frauen, 1882.
- Die Vaginale Radicaloperation: Technik und Geschichte (com Theodor Landau), 1896.
- Anatomische und Klinische Beiträge zur Lehre von der Myomen am Weiblichen Sexualapparat, 1899.